# Bhadreshkumar Chetanbhai Patel
Bhadreshkumar Chetanbhai Patel, né le 15 mai 1990 à Viramgam (Gujarat, Inde), est un fugitif indien recherché car accusé d'avoir tué sa femme le 12 avril 2015 dans un restaurant Dunkin' Donuts de Hanover, dans l'État américain du Maryland,,. Le 18 avril 2017, il devient la 514e personne ajoutée à la liste des dix fugitifs les plus recherchés du FBI. Il a été aperçu pour la dernière fois dans une gare près de son hôtel au New Jersey.
Patel a des contacts au Canada, en Inde, au New Jersey, au Kentucky, en Géorgie et dans l'Illinois. Une récompense de 100 000 $ est proposée pour des informations permettant de le localiser.